# 1995 aux échecs
Chronologie des échecs – Année 1995
| Années des échecs : 1992 - 1993 - 1994 - 1995 - 1996 - 1997 - 1998    |
| Décennies des échecs : 1960 - 1970 - 1980 - 1990 - 2000 - 2010 - 2020 |

## Événements majeurs
- Au Championnat du monde d'échecs 1995 (classique), organisé par la Professional Chess Association, Garry Kasparov bat Viswanathan Anand.

## Tournois et opens
- Alekseï Dreïev remporte le Tournoi de Wijk aan Zee

## Championnats nationaux
- Argentine : Pablo Ricardi remporte le championnat[1],[2]. Chez les femmes, Elisa Maggiolo s’impose.
- Autriche : Nikolaus Stanec remporte le championnat[3],[4]. Chez les femmes, pas de championnat[5].
- Belgique : Ekrem Cekro et Sonntag remportent le championnat[6]. Chez les femmes, Greta Foulon s’impose[7].
- Brésil: Gilberto Milos remporte le championnat[8]. Chez les femmes, c’est Tatiana Kaawar Ratcu qui s’impose.
- Canada : Francois Leveille, Ron Livshits et Bryon Nickoloff remportent le championnat[9]. Chez les femmes, Nava Starr s’impose[10].
- Chine :  Liang Jinrong remporte le championnat[11]. Chez les femmes, Qin Kanying s’impose.
- Écosse : SR Mannion, Colin McNab et JK Shaw remportent le championnat [12].
- Espagne : Miguel Illescas remporte le championnat[13]. Chez les femmes, c’est Mònica Vilar qui s’impose[14].
- États-Unis : Nick de Firmian, Patrick Wolff et Alexander Ivanov remportent le championnat[15]. Chez les femmes, Anjelina Belakovskaia et Sharon Burtman s’imposent[16].
- Finlande: Joose Norri remporte le championnat[17].
- France : Eric Prié remporte le championnat [18]. Chez les femmes, Raphaëlle Bujisho s’impose[19].
- Grèce : Vassílios Kotroniás[20]
- Guatemala : Carlos Armando Juárez[21]
- Inde : Ponnuswamy Konguvel remporte le championnat[22].
- Iran : Hossein Aryanejad remporte le championnat[23].
- Kenya : Humphrey Andolo remporte le Championnat du Kenya d'échecs[24].
- Pays-Bas : Ivan Sokolov remporte le championnat [25]. Chez les femmes, c’est Marisca Kouwenhofen qui s’impose.
- Pologne : Aleksander Wojtkiewicz remporte le championnat[26].
- Roumanie: Chez, les femmes, Corina-Isabela Peptan remporte le championnat[27]
- Royaume-Uni : Matthew Sadler remporte le championnat[28].
- Russie : Peter Svidler remporte le championnat[29].
- Suisse : Yannick Pelletier remporte le championnat [30]. Chez les dames, c’est Tatjana Lematschko qui s’impose[31].
- Ukraine :  Serhiy Kryvosheya remporte le championnat[32],[33]. Chez les femmes, Marta Litinskaya s’impose[34].
- RF Yougoslavie : Petar Popović remporte le championnat[35],[36]. Chez les femmes, Natacha Bojkovic s’impose.

## Divers
- Classement Elo au 1er janvier

| 1er | Garry Kasparov    | 2805 |
| 2e  | Anatoli Karpov    | 2765 |
| 3e  | Valery Salov      | 2715 |
| 4e  | Viswanathan Anand | 2715 |
| 5e  | Vladimir Kramnik  | 2715 |
| 6e  | Alexeï Chirov     | 2710 |
| 7e  | Gata Kamsky       | 2710 |
| 8e  | Boris Gelfand     | 2700 |
| 9e  | Vasily Ivanchuk   | 2700 |
| 10e | Ievgueni Bareïev  | 2675 |

Dames
| 1er |
| 2e  |
| 3e  |

## Naissances
- David Antón Guijarro
- Vladimir Fedosseïev

## Nécrologie
- En 1995 : Gisela Harum, Peter Korning (en), Ruben Rodríguez (en), Jesús Rodríguez Gonzáles (en)
- 7 janvier : Harry Golombek
- 7 mars : Róża Herman
- 25 mars : Stuart Milner-Barry
- 5 avril : Nicolaas Cortlever
- 5 mai : Mikhaïl Botvinnik, multiple champion du monde
- 7 mai : Éva Karakas, Nikolai Kopilov (en)
- 4 juin : Alfred Beni (en)
- 8 juin : Heinz Lehmann (en)
- 30 juin : Mario Monticelli
- 9 juillet : Aleksander Arulaid (en)
- 21 juillet : John Montgomerie (en)
- 24 juillet : Peter Leepin (en)
- 22 août : Gilles Andruet, champion de France 1988 meurt assassiné
- 30 août : Lev Polougaïevski, Herbert Seidman (en)
- 26 septembre : Kalju Pitksaar (en)
- 31 octobre : Mario Napolitano (en)
- 15 décembre : Miroslav Katětov
- 27 décembre : Genrikh Kasparian